# Bitwa pod Buskiem
Bitwa pod Buskiem – walki polskiego 19 pułku piechoty z sowiecką 45 Dywizją Strzelców i brygadą kawalerii Grigorija Kotowskiego w czasie ofensywy polskiej w okresie wojny polsko-bolszewickiej.

## Geneza
Realizując w drugiej połowie sierpnia 1920 operację warszawską, wojska polskie powstrzymały armie Frontu Zachodniego Michaiła Tuchaczewskiego. 1 Armia gen. Franciszka Latinika zatrzymała sowieckie natarcie na przedmościu warszawskim, 5 Armia gen. Władysława Sikorskiego podjęła działania ofensywne nad Wkrą, a ostateczny cios sowieckim armiom zadał marszałek Józef Piłsudski, wyprowadzając uderzenie znad Wieprza. Zmieniło to radykalnie losy wojny. Od tego momentu Wojsko Polskie było w permanentnej ofensywie.
Po wielkiej bitwie nad Wisłą północny odcinek frontu polsko-sowieckiego zatrzymał się na zachód od linii Niemen – Szczara. Na froncie panował względny spokój, a obie strony reorganizowały swoje oddziały. Wojska Frontu Zachodniego odtworzyły ciągłą linię frontu już 27 sierpnia. Obsadziły one rubież Dąbrówka – Odelsk – Krynki – Grodno – Grodek – Kamieniec Litewski. Stąd Tuchaczewski zamierzał w przeprowadzić koncentryczne natarcie na Białystok i Brześć, by dalej ruszyć na Lublin. Uderzenie pomocnicze na południu miała wykonać między innymi 1 Armia Konna Siemiona Budionnego.
Reorganizując siły, Naczelne Dowództwo Wojska Polskiego zlikwidowało dowództwa frontów i rozformowało 1. i 5. Armię. Na froncie przeciwsowieckim rozwinięte zostały 2., 3., 4. i 6. Armie.
Gdy na północy rozgrywała się wielka bitwa nad Wisłą, na południu 3. i 6 Armia prowadziły w dalszym ciągu ciężkie walki w obronie Lwowa, nad Bugiem i Gniłą Lipą. Po odrzuceniu spod Lwowa Grupy Jony Jakira, dowódca 6 Armii gen. Władysław Jędrzejewski, równocześnie z akcją na Chodorów, skierował przeciwko sowieckiej grupie dywizje swojego północnego skrzydła.

## Walki pod Buskiem
Polskie 5. i 6 Dywizja Piechoty ze składu 6 Armii gen. Władysława Jędrzejewskiego otrzymały zadanie rozbić oddziały sowieckich 45., 47 Dywizji Strzelców i brygadę kawalerii Grigorija Kotowskiego, stanowiące skład Grupy Jony Jakira, i oprzeć swój front na linii górnego Bugu.
30 sierpnia 6 Dywizja Piechoty gen. Mieczysława Lindego uderzyła na Gliniany, a 5 Dywizja Piechoty na Lisko oraz na Busk. Wieczorem 19 pułk piechoty płk. Mieczysława Kawki wyparł 136 Brygadę Strzelców z zachodniej części Buska, a następnego dnia zajął całe miasto.
1 września, podczas luzowania obrony 19 pułku piechoty przez 40 pułk piechoty, Sowieci zaatakowali miasto. Dowódca 19 pułku piechoty przerwał luzowanie, powrócił do miasta i w ten sposób obroniono pozycje obronne w Busku.
Po walce zreorganizowano obronę. I/19 pp zajął stanowiska na przedmościu na wschodnim brzegu Bugu, a II i III bataliony pozostawały w odwodzie. Bataliony odwodowe prowadziły też działania zaczepne, docierając do Rusiłowa i Uciszkowa. W tym czasie Grupa Jony Jakira planowała uderzenie na Lwów, a w zadaniu bliższym miała zdobyć uporczywie broniony przez Polaków Busk.
5 września oddziały 45 Dywizji Strzelców oraz brygady Kotowskiego sforsowały Bug, okrążyły miasto i wdarły się do niego od zachodu. Kontratak odwodowych batalionów zmusił nieprzyjaciela do wycofania się. Sowieci powtórzyli atak następnego dnia, ale również bez powodzenia.
Kolejne natarcie siłami 133 i 134 Brygady Strzelców Sowieci zorganizowali 8 września. Równocześnie brygada Kotowskiego sforsowała Bug na północ od miasta i opanowała Rakobuty i Derewlany oraz podeszła do zabudowań od zachodu. Gwałtowne natarcie przełamało obronę I/19 pp. Kontratak II batalionem okazał się także nieskuteczny i Sowieci podeszli aż do zamku w Busku. Dopiero w oparciu obrony o stare fortyfikacje, Polacy zatrzymali przeciwnika, ale walki trwały jeszcze do godzin południowych 9 września.
W tym czasie, na zachodnim skraju miasta, III/19 pułku piechoty odpierał ataki kawalerii Kotowskiego. Po południu do natarcia przeszły bataliony 39 i 40 pułków piechoty, wypierając oddziały sowieckiej 45 Dywizji Strzelców z Derewlan, Kupczy i Rakobutów, a zagrożona okrążeniem brygada Kotowskiego rozpoczęła odwrót. Zwolniony w ten sposób III/19 pp uderzył na utracone wcześniej przedmoście Buska i wspólnie z pozostałymi batalionami odzyskał je.

## Bilans walk
19 pułk piechoty zdobył i utrzymał Busk. 10 września wykrwawiony 19 pp został zluzowany przez 40 pułk piechoty. Wyczerpana sowiecka 45 Dywizja Strzelców nie była w stanie zorganizować kolejnego natarcia na miasto.
Sukces w bitwie pod Buskiem 19 pułk piechoty okupił stratą 547 poległych, rannych i zaginionych. Polegli między innymi por. Walenty Mally, ppor. Wincenty Mądrzejewski i ppor. Józef Schlezinger. Za zasługi w obronie Buska udekorowani zostali Orderem Virtuti Militari między innymi por. Aleksander Kiszkowski i kpt. Franciszek Rodziewicz. Ciężko ranny został ppor. Emil Wierzbiański z 8/5 pap.